# Osorkon II
Usermaatre Setepenamun Osorkon II là một pharaon cai trị thuộc Vương triều thứ 22 trong lịch sử Ai Cập cổ đại. Niên đại trị vì của ông kéo dài hơn 30 năm (872 – 837 TCN), nhiều hơn so với triều đại 13 năm của cha ông, Takelot I.
Sau khi kế vị Takelot I, Osorkon II đã phải đối mặt với vua Harsiese A (cháu nội của Osorkon I, tức anh em họ với Osorkon II), người nắm quyền kiểm soát Thượng Ai Cập và các ốc đảo ở sa mạc phía tây. Osorkon lo sợ Harsiese sẽ là mối đe dọa đến ngai vàng của ông, nhưng Harsiese đã mất vào năm 860 TCN, khiến mối lo này đã bị xóa bỏ.
Để đảm bảo việc này không tái diễn một lần nào nữa, Osorkon II đã đưa con trai mình, hoàng tử Nimlot C làm Đại tư tế Amun kết tiếp của tại Thebes. Osorkon cũng đã phong cho hai hoàng tử khác chức danh Đại tư tế nhằm củng cố quyền lực của nhà vua trên vùng Thượng Ai Cập: Đại tư tế Ptah Shoshenq D tại Memphis và Đại tư tế Amun Hornakht tại kinh đô Tanis.

## Gia đình
Osorkon II là con trai của pharaon Takelot I với vương hậu Kapes. Ông có ít nhất 4 bà vợ, bao gồm:
- Chính cung Karomama I, sinh được nhiều con nhất cho Osorkon[2][3]:
  - Shoshenq D, Đại tư tế của Ptah, tuy được chỉ định thừa kế ngai vàng nhưng mất trước cha. Shoshenq D sinh một con trai là Takelot B. Mộ của Shoshenq được phát hiện vào năm 1942 tại Memphis[2][4].
  - Hornakht, được phong Đại tư tế của Amun khi còn rất nhỏ và đã qua đời khi chưa đầy 10 tuổi[5]. Xác ướp của vị vương tử này có nhiều dị tật[6]. Được chôn tại một phòng trong ngôi mộ NRT I cùng nhiều kho báu[7].
  - Công chúa Tashakheper, có thể giữ chức "Hôn phối của thần Amun" dưới triều vua Takelot III.
  - Công chúa Karomama C, có thể chính là nữ tư tế Karomama Meritmut.
  - Công chúa [Ta?]iirmer, tên bị mất một phần.
- Thứ phi Isetemkheb G, mẹ của công chúa Tjesbastperu, sau lấy Takelot B làm chồng[2].
- Thứ phi Djedmutesakh IV, mẹ của Đại tư tế của Amun Nimlot C. Nimlot C đã nắm nhiều chức vụ quân đội quan trọng trước khi làm tư tế. Ông cũng chính là cha đẻ của vị vua tương lai, Takelot II và vương hậu Karomama II của Takelot II[2].
- Thứ phi Mutemhat, chỉ được biết qua mảnh vỡ tượng shabti của bà[1].

Một số những người khác cũng có thể là con ông nhưng chưa được chứng minh:
- Vua kế nhiệm Shoshenq III (?). Ông có lẽ là con của Đại tư tế Shoshenq D, tức cháu nội của vua Osorkon II.
- Một công chúa tên là Tentsepeh D (?), vợ của thượng tướng Ptahudjankhef, một người con trai của Nimlot C.

## Niên đại

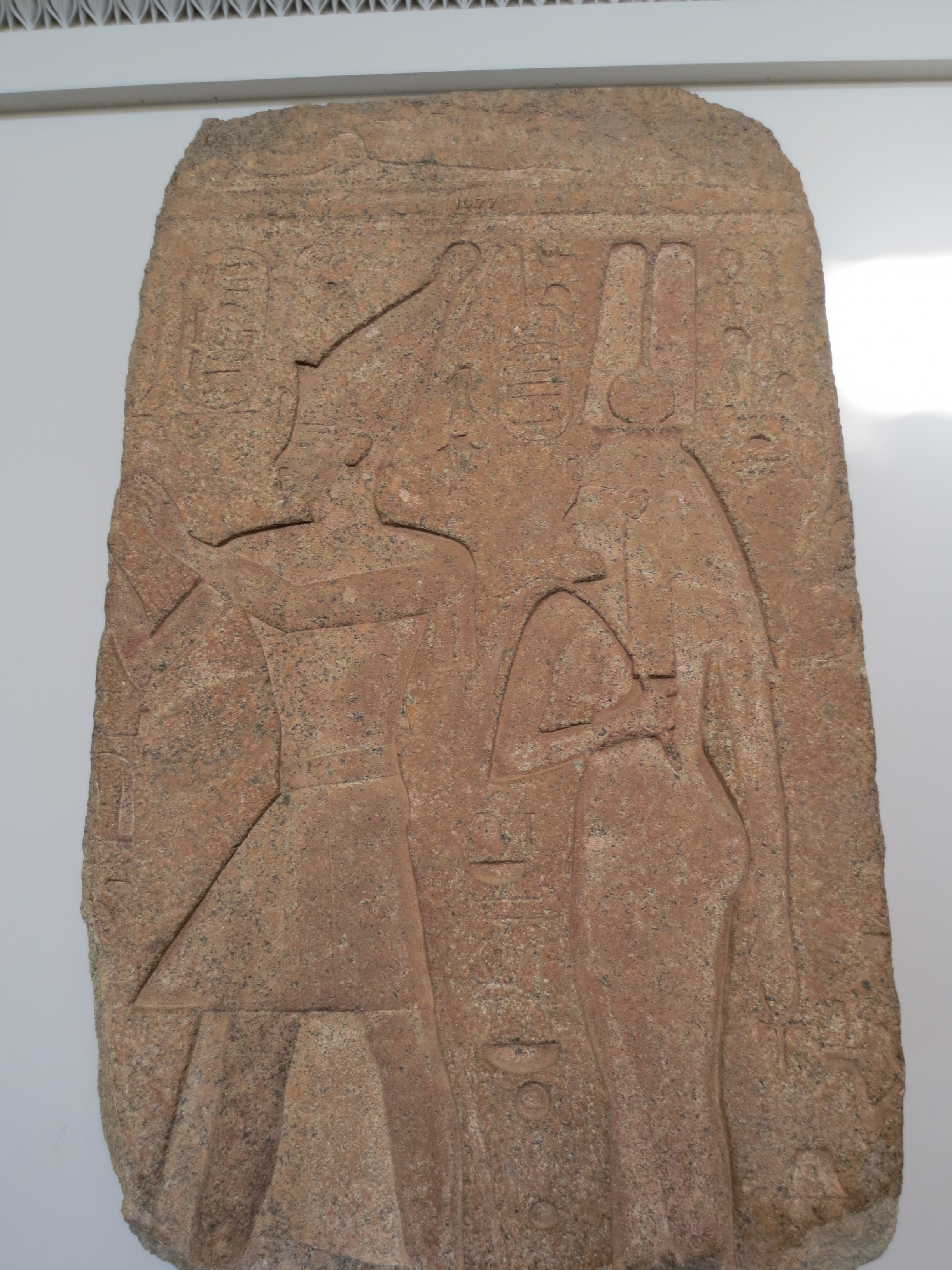
Tấm bia đá mô tả Osorkon II và vương hậu Karomama I.

Theo những gì ghi lại trên đại sảnh của đền thờ Bubastis, lễ kỷ niệm Heb Sed của Osorkon II được cho là đã diễn ra trong năm trị vì thứ 22 của ông. Nhưng ngày tháng ghi trên đó đã bị hư hỏng phần lớn nên cũng có thể suy đoán rằng đó là năm thứ 30, theo Edward Wente.
Gần đây, năm trị vì thứ 29 của một vị vua trên "Văn khắc mực nước sông Nin" tại Thebes được cho là thuộc về Osorkon II. Phát hiện này cho thấy Osorkon đã tổ chức lễ này vào năm thứ 30 theo truyền thống của các pharaon. Ngoài ra, tấm bia đá đánh dấu năm trị vì thứ 22 của ông cũng không nhắc đến một lễ Sed nào được diễn ra trong năm đó, theo Jurgen von Beckerath.

Jurgen von Beckerath và Aidan Dodson đã đề xuất một triều đại dài 38 hoặc 39 năm cho Osorkon II. Tuy nhiên, những con số này không được chứng minh qua những bằng chứng hiện tại. Gerard Broekman đã cho Osorkon II một thời gian trị vì ngắn hơn là 34 năm. Trong khi đó, Kenneth Kitchen cho rằng, nếu năm 29 được đề cập ở trên là của nhà vua, thì sau khi làm lễ Sed kỷ niệm 30 năm tại ngôi, ông đã băng hà vào năm thứ 31.

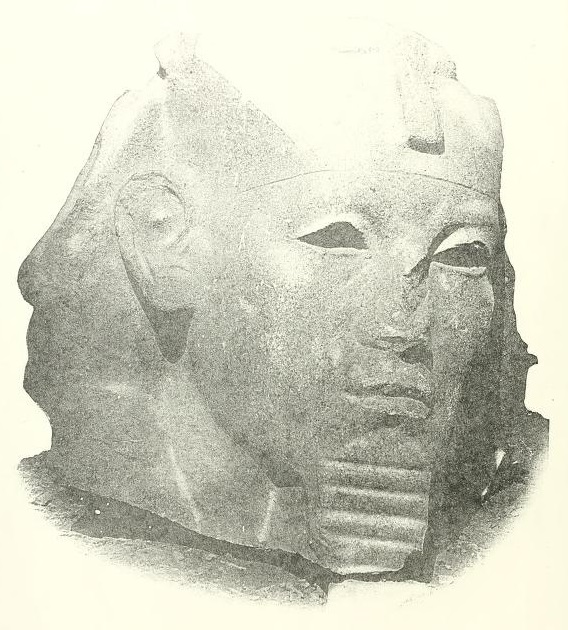
Đầu tượng bằng granite của vua Amenemhat III bị Osorkon chiếm đoạt, được tìm thấy tại đền Bubastis

## Trị vì

### Công trình
Osorkon II đã khởi xướng xây dựng nhiều công trình lớn trong triều đại của mình, đặc biệt là đền thờ nữ thần mèo Bastet tại vùng Bubastis, nơi có một đại sảnh lát đá granite đỏ để tổ chức lễ kỷ niệm Sed, với những phù điêu mô tả ông và Chính cung hoàng hậu Karomama I đang thực hiện nghi lễ. Việc xây dựng cũng được thực hiện tại Thebes, Memphis, Tanis và Leontopolis. Tại kinh đô Tanis, đá xây dựng đền thờ thần Amun chủ yếu lấy từ Pi-Ramesses, kinh đô cũ của các vua Ramesses.

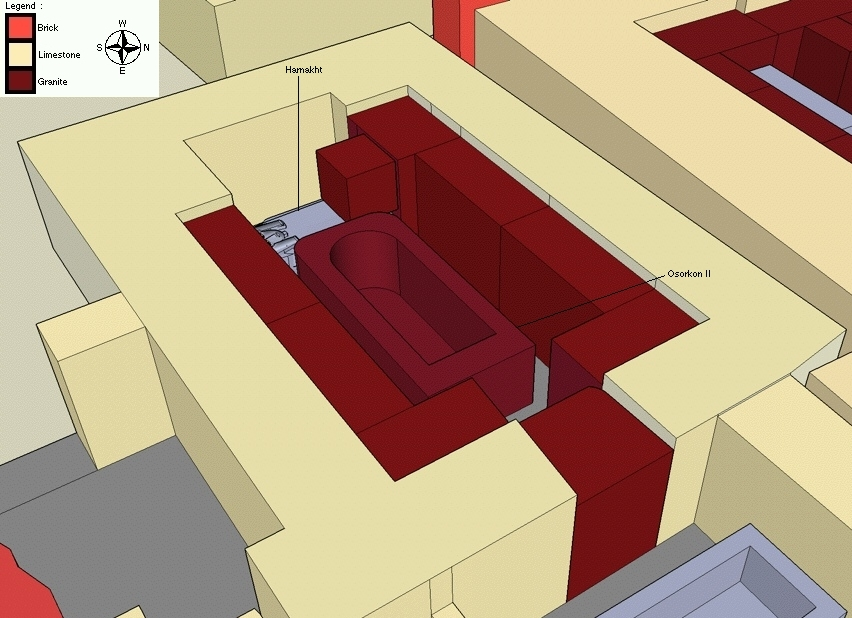
Vị trí nơi chôn cất của Osorkon II và vương tử Hornakht.

### Đối ngoại
Sức mạnh của vương quốc Assyria ngày càng tăng dưới triều vua Shalmaneser III. Ai Cập phải đối đầu với mối đe dọa bằng cách liên minh với các vương quốc láng giềng nhằm đánh lùi quân Assyria ở trận Qarqar. Những năm cuối trị vì của mình, ông đã giảng hòa với Assyria bằng cách cống nạp nhiều loại động vật quý cho họ. Cũng trong những năm cuối đời của Osorkon II, vương quốc Ai Cập lại một lần nữa bị chia cắt. Sau khi hoàng tử Nimlot C qua đời, con của ông, Takelot II (cũng là cháu nội của Osorkon II) đã lên ngôi vua ngay tại Thebes.
Nhiều quan chức được biết tên dưới thời vua Osorkon, một trong số đó là quan thanh tra Ankhkherednefer, quan ngự y Paanmeny, 2 nhà tiên tri Amun Djeddjehutyiuefankh và Bakenkhons.

## Người kế vị

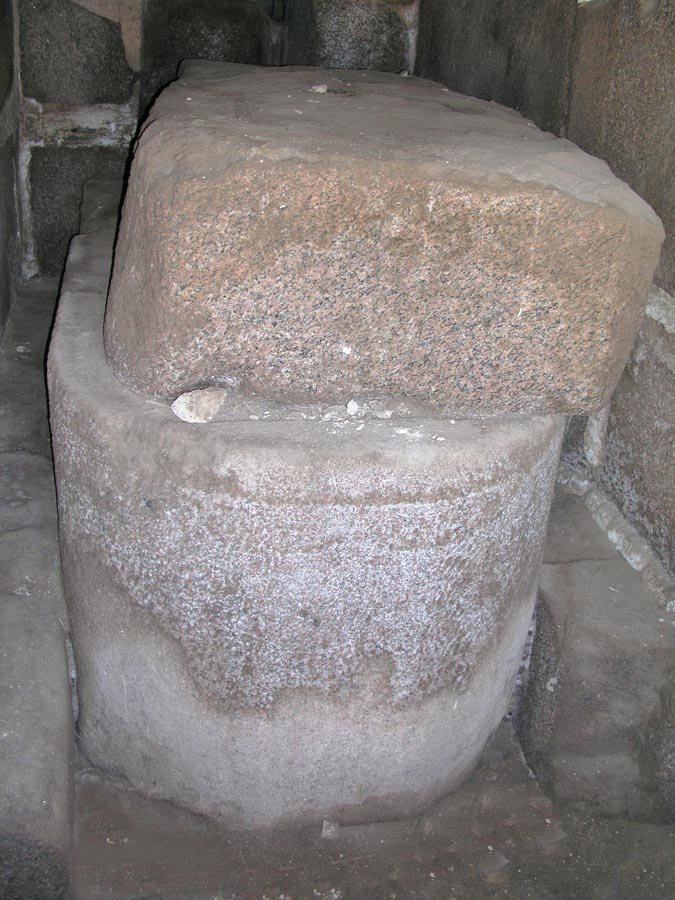
Cỗ quan tài bằng đá granite của Osorkon II

David Aston lập luận rằng, Osorkon II đã được kế vị bởi Shoshenq III chứ không phải là Takelot II như Kitchen đã nghĩ. Theo Aston, không có một công trình kỷ niệm nào tại Hạ Ai Cập có nhắc đến Takelot II ngoài các vua Tanis như Osorkon II và Shoshenq III. Các nhà Ai Cập học khác như Gerard Broekman, Karl Jansen-Winkeln, Aidan Dodson và Jürgen von Beckerath cũng ủng hộ điều này. Beckerath cũng cho rằng Shoshenq III đã thừa kế ngai vàng ngay sau đó và cho Takelot II là một vị vua cai trị độc lập ở Thượng Ai Cập. Còn vị vua khác cũng mang tên Takelot tại Hạ Ai Cập chính là cha của Osorkon II, Takelot I.
Osorkon II là vị vua vĩ đại cuối cùng của Tanis, vì sau khi Shoshenq III lên ngôi, ông đã mất hoàn toàn quyền kiểm soát vùng Trung và Thượng Ai Cập.

## Lăng mộ
Pierre Montet đã tìm ra ngôi mộ NRT I bị cướp phá của Osorkon II tại Tanis vào ngày 27 tháng 2 năm 1939. Nhà vua được chôn trong một cỗ quan tài lớn bằng đá granite với nắp quan tài được chạm khắc từ một bức tượng thuộc thời kỳ các vua Ramesses. Chỉ còn lại những mảnh vỡ của một cỗ quan tài trong mang hình đầu chim ưng và những chiếc bình canopic. Bên cạnh cỗ quan tài lớn của ông là quan tài người con trai Hornakht. Osorkon II cũng đã dành một phòng để chôn cất vua cha Takelot I.